# Barilla (компания)
Barilla — итальянская транснациональная компания по производству продуктов питания. Крупнейшая в мире компания по производству макаронных изделий.

## История
Компания была основана в 1877 году как пекарня Пьетро Бариллой в городе Парма на севере Италии. В 1910 году компания открыла фабрику по производству макаронных изделий, оснащенную печью непрерывного выпекания.
После смерти Пьетро в 1912 году его сыновья Риккардо и Гуальтьеро стали управлять компанией. В 1919 году Гуальтьеро умер, оставив во главе компании Риккардо с его женой Вирджинией. В 1947 году управление перешло к его сыновьям Пьетро и Джанни, представителям третьего поколения. В 1952 году производство хлеба было приостановлено, чтобы сосредоточиться исключительно на макаронных изделиях. В 1965 году в Руббиано было начато производство крекеров и хлебных палочек. В 1969 году в Педриньяно, недалеко от Пармы, был открыт крупнейший в мире завод по производству макаронов, способный выпускать по тысяче тонн продукции в день.
В 1970 году компания попала под контроль американского конгломерата W. R. Grace and Company, но в 1979 году Пьетро Барилле удалось вернуть её под семейный контроль. В 1975 году было начато производство хлебобулочных изделий и печенья под брендом Mulino Bianco. Также с 1970-х годов Barilla начала поглощать производителей макаронов в Италии и других странах. После смерти Пьетро Бариллы в 1993 году семейный бизнес продолжили его сыновья Гидо, Лука и Паоло. В 1996 году компания вышла на рынок США, открыв завод в Эймсе (Айова).

## Деятельность
Выручка компании за 2023 год составила 4,87 млрд евро, из них 38 % пришлось на Италию, 34 % — на остальную Европу и Россию, 24 % — на Америку, 4 % — на Азию, Африку и Австралию. Продукция компании включает макаронные изделия, песто, соусы, хлебобулочные изделия и печенье.
Компании принадлежит 30 фабрик, из них 15 в Италии, 8 в других странах Евросоюза, 2 в США, по одной в Великобритании, Канаде, Мексике, России и Турции.
Основные бренды:
- Barilla
- MISKO — Греция, основан в 1927 году, принадлежит Barilla с 1991 года;
- BluRhapsody — макароны, изготовленные методом 3D-печати;
- Yemina — Мексика, основан в 1952 году, принадлежит Barilla с 2002 года;
- Pasta Evangelists — Великобритания, принадлежит с 2021 года;
- Voiello — Италия, основан в 1879 году в Неаполе, принадлежит с 1973 года;
- Filiz — Турция, основан в 1977 году, принадлежит с 1994 года;
- Tolerant — органические продукты, принадлежит с 2018 года;
- Catelli, Lancia и Splendor — Канада, принадлежат с 2021 года;
- Mulino Bianco — основан в 1975 году;
- Pavesi — Италия, основан в 1937 году в Новаре, принадлежит с 1992 года;
- Wasa — Швеция, основан в 1919 году, принадлежит с 1999 года;
- Back to Nature — США, основан в 1960 году;
- FIRST — розничная торговля;
- Pan di Stelle — Италия, основан в 1983 году;
- Gran Cereale — Италия, основан в 1989 году;
- Harrys — Франция, основан в 1970 году.